# Lilla Sällskapet
Lilla Sällskapet var ursprungligen en herrklubb i 1800-talets Stockholm, känd bland annat för sin matservering. Namnet har från 1966 återupptagits av ett gastronomiskt sällskap.

## 1800-talets sällskap

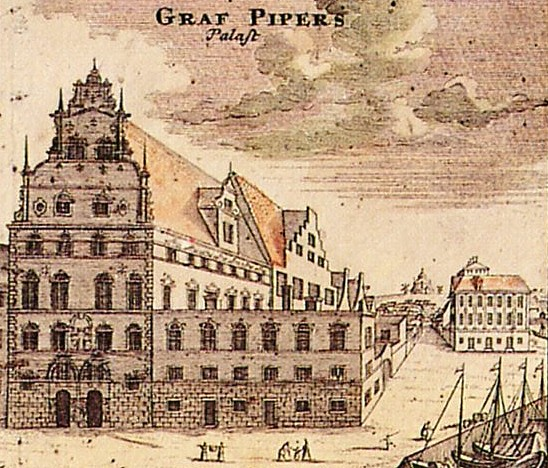
Petersenska huset där Lilla Sällskapet från 1833 hade sina lokaler.

Det ursprungliga Lilla Sällskapet bildades 1814 (dess stadgar fastställdes den 26 november detta år) och var aktivt till 1840. Till sin karaktär påminde det om det år 1800 bildade Sällskapet men var exklusivare i fråga om antalet medlemmar: Lilla Sällskapet accepterade högst 300 medlemmar mot Sällskapets 500. Inträdes- och årsavgifterna avgiften var i gengäld betydligt lägre: fem riksdaler i inträde och sju i årsavgift (mot tio respektive tolv i Sällskapet). 
Lilla Sällskapet hade sina lokaler vid Munkbron, ursprungligen i kvarteret Atomena, men från 1833 i det Petersenska huset. Här inrymdes matsal, ett flertal sällskapsrum, bibliotek och läsrum samt några gästrum. Vid inflyttningen i de nya lokalerna anställdes hushållerskan och kockfrun Gustava Björklund, vars uppskattade kosthållning fortsatte som vanlig restaurang sedan sällskapet avvecklats 1840.

## Det moderna sällskapet

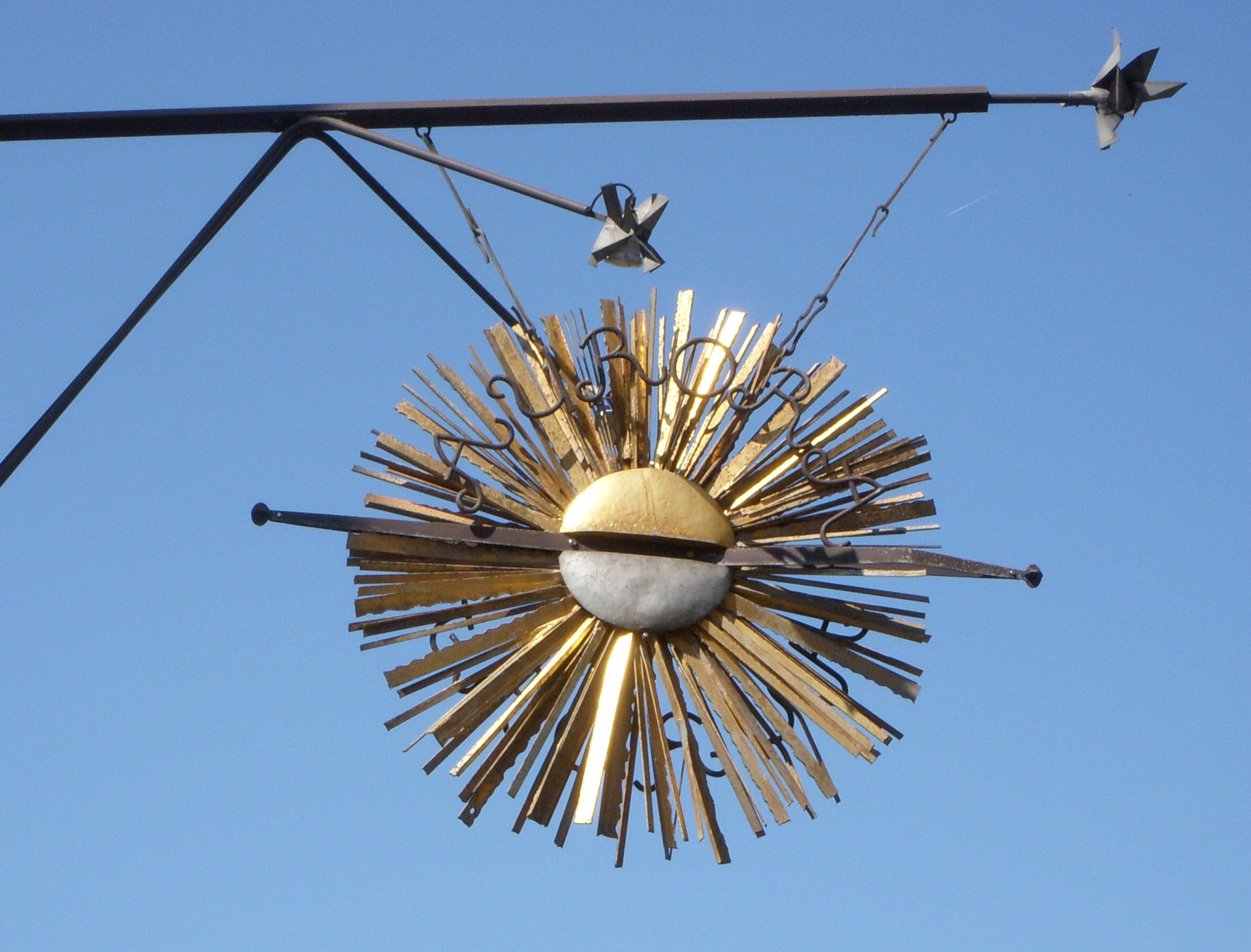
Källaren Auroras skylt.

Då Petersénska huset renoverades 1965 fick arkitekten Torbjörn Olsson och dåvarande  Sara-bolagets chef Folke Hildestrand idén att återuppliva Lilla Sällskapet i den nya Källaren Aurora, dock inte som klubb utan som ett samfund för matintresserade. Initiativet stöttas av bland annat Dagens Nyheters matskribent Pernilla Tunberger, vilken irriterade sig över att Gastronomiska Akademien inte tog in några kvinnor.
Lilla sällskapet består numera av 21 ledamöter med någon form av anknytning till eller intresse av svensk matkultur. De träffas den sista måndagen i månaden på restaurang Sturehof. Bland kända tidigare och nuvarande ledamöter märks en blandning av kulturpersonligheter, politiker och folk med  anknytning till gastronomi som exempelvis Allan Edwall, Märit Huldt, Alva Myrdal, Rolf Luft, Ulf Elfving, Mats Hellström, Magdalena Ribbing, Mats Svegfors och Leif Pagrotsky.

### Av det moderna sällskapet utgivna skrifter
- Gustava Björklund och hennes kokkonst
- De goda avslutningarna – i Gustafva Björklunds anda, efterrätter förr och nu
- K-märkt smak